# Bernhard Stoeckle

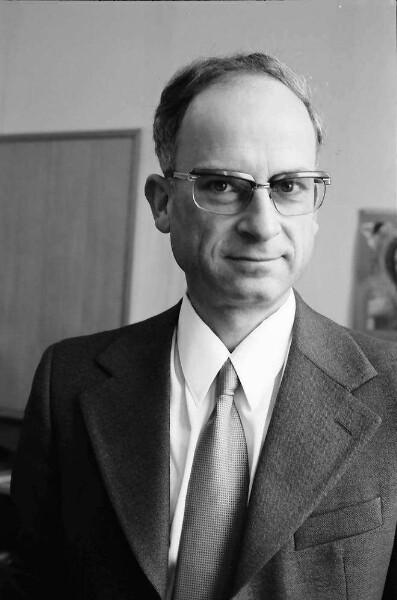
Bernhard Stoeckle (1975)

Bernhard Stoeckle OSB (* 10. Januar 1927 in München; † 15. Dezember 2009 in Ruhpolding) war ein römisch-katholischer Ordensgeistlicher und Moraltheologe. Er lehrte von 1970 bis 1992 an der Universität Freiburg, deren Rektor er von 1977 bis 1983 war.

## Leben
Bernhard Stoeckle besuchte das Benediktinergymnasium Ettal und trat dort nach dem Abitur im Kloster Ettal der Ordensgemeinschaft der Benediktiner bei. Er war in München als Luftwaffenhelfer im Zweiten Weltkrieg eingesetzt, zusammen unter anderem mit Joseph Ratzinger. Am 17. November 1947 legte er in Ettal die Profess ab. Am 19. März 1952 empfing er in Ettal die Priesterweihe und unterrichtete an der Ordenshochschule. 1954 wurde Stoeckle an der Universität München mit der Arbeit Die Lehre von der erbsündlichen Konkupiszenz in ihrer Bedeutung für das christliche Leibethos zum Doctor theologiae promoviert und lehrte Fundamentaltheologie an der Päpstlichen Athenaeum Sant’Anselmo in Rom. 1962 habilitierte er sich an der Universität Salzburg mit einer Schrift über die Geschichte und Analyse des theologischen Axioms „Gratia supponit naturam“.
1970 wurde er zum Professor an die Universität Freiburg berufen. Thema seiner Antrittsvorlesung war Unter dem Anspruch der Hoffnung. Anmerkungen zu einer eschatologischen Grundlegung der christlichen Ethik. Er war von 1977 bis 1983 Rektor der Universität Freiburg. 1992 wurde er emeritiert.
Stoeckle war seit 1984 Ehrenmitglied der katholischen Studentenverbindung K.D.St.V. Hohenstaufen Freiburg im Breisgau im CV.
Stoeckle war von 1992 bis 2001 Inselkurat von Frauenchiemsee und initiierte in den 1990er Jahren die Schiffsprozession an Fronleichnam, in einem Drei-Jahres-Turnus. Nach seiner Seelsorgertätigkeit in Frauenchiemsee wirkte er in Vachendorf bei Traunstein.
Stoeckle wurde im Kreuzgang des Klosters Ettal bestattet.

## Veröffentlichungen (Auswahl)
- Die Lehre von der erbsündlichen Konkupiszenz in ihrer Bedeutung für das christliche Leibethos, Buch-Kunstverlag Ettal, Ettal 1954
- Gottgesegneter Eros. Auftrag und Erfüllung, Buch-Kunstverlag Ettal, Ettal 1962
- Internatserziehung heute. In: Stimmen der Zeit, 176. Band, Heft 9, 1965, S. 212–223
- Ich glaube an die Schöpfung, Benziger, Einsiedeln 1966
- Strafe als Erziehungshilfe. Die Stellung der Strafe in der Pädagogik der Gegenwart, Ehrenwirth, München 1969
- Erlöst? – Grundkonzept christlichen Daseins, KBW-Verlag, Stuttgart 1973, ISBN 3-460-30831-1
- Autonome Moral. Kritische Befragung des Versuchs zur Verselbständigung des Ethischen. In: Stimmen der Zeit, 191. Band, Heft 11, 1973, S. 723–736
- Grenzen der autonomen Moral, Kösel, München 1974, ISBN 3-466-20033-4
- Rechtfertigung der Tugend heute. In: Stimmen der Zeit, 192. Band, Heft 5, 1974, S. 291–304
- Christliche Verantwortung und Umweltfragen. In: Stimmen der Zeit, 192. Band, Heft 12, 1974, S. 832–844
- Das Problem der sittlichen Norm. Unzeitgemäße und zeitgemäße Gedanken zu einem Fall von Notstand. In: Stimmen der Zeit, 193. Band, Heft 11, 1975, S. 723–735
- Wörterbuch christlicher Ethik, Herder, Freiburg 1975, 3. Auflage 1983, ISBN 3-451-07533-4
- Handeln aus dem Glauben. Moraltheologie konkret (Theologisches Seminar). Verlag Herder, Freiburg im Breisgau 1977, ISBN 3-451-17512-6.
- Christliche Friedensidee und christliche Friedenspraxis, Helbing und Lichtenhahn, Frankfurt am Main 1983, ISBN 3-7190-0854-1